# Siones (Burgos)
Siones de Mena es una entidad local menor, formada por siete localidades situadas en la provincia de Burgos, comunidad autónoma de Castilla y León (España), comarca de Las Merindades, partido judicial de Villarcayo, ayuntamiento de Valle de Mena.

## Geografía
En la vertiente cantábrica de la provincia, bañada por el Río Cadagua, al sur de la depresión entre la sierra de Ordunte al norte y los montes de La Peña al sur, donde se encuentra el Lugar de Importancia Comunitaria conocido como los Bosques del Valle de Mena; a 40 km de Villarcayo, cabeza de partido, y a 115 de Burgos. 
Comunicaciones: cruce de dos carreteras locales, BU-V-5437 y BU-V-5432. Estación El Vigo-Siones en la línea de ferrocarril Bilbao La Robla.

## Situación administrativa
En las elecciones locales de 2015 ha resultado reelegida alcaldesa pedánea María Patricia Núñez Elías (PSOE).

## Demografía
En el censo de 1950 contaba con 148 habitantes, reducidos a 40 en 2004, y a 32 en 2024, distribuidos entre las siguientes localidades:
- Barriolaza, con 4 habitantes.
- Casadilla, con 2 habitantes.
- Estación El Vigo-Siones, con 0 habitantes.
- Palacio, con 10 habitantes.
- Los Portales, con 3 habitantes.
- Quintanilla, con 5 habitantes.
- San Martín, con 8 habitantes.

## Historia
Lugar en el Valle de Mena, perteneciente al partido de Laredo, jurisdicción de realengo, con alcalde ordinario.
A la caída del Antiguo Régimen queda agregado al ayuntamiento constitucional de Valle de Mena, en el partido de Villarcayo perteneciente a la región de Castilla la Vieja.

## Patrimonio

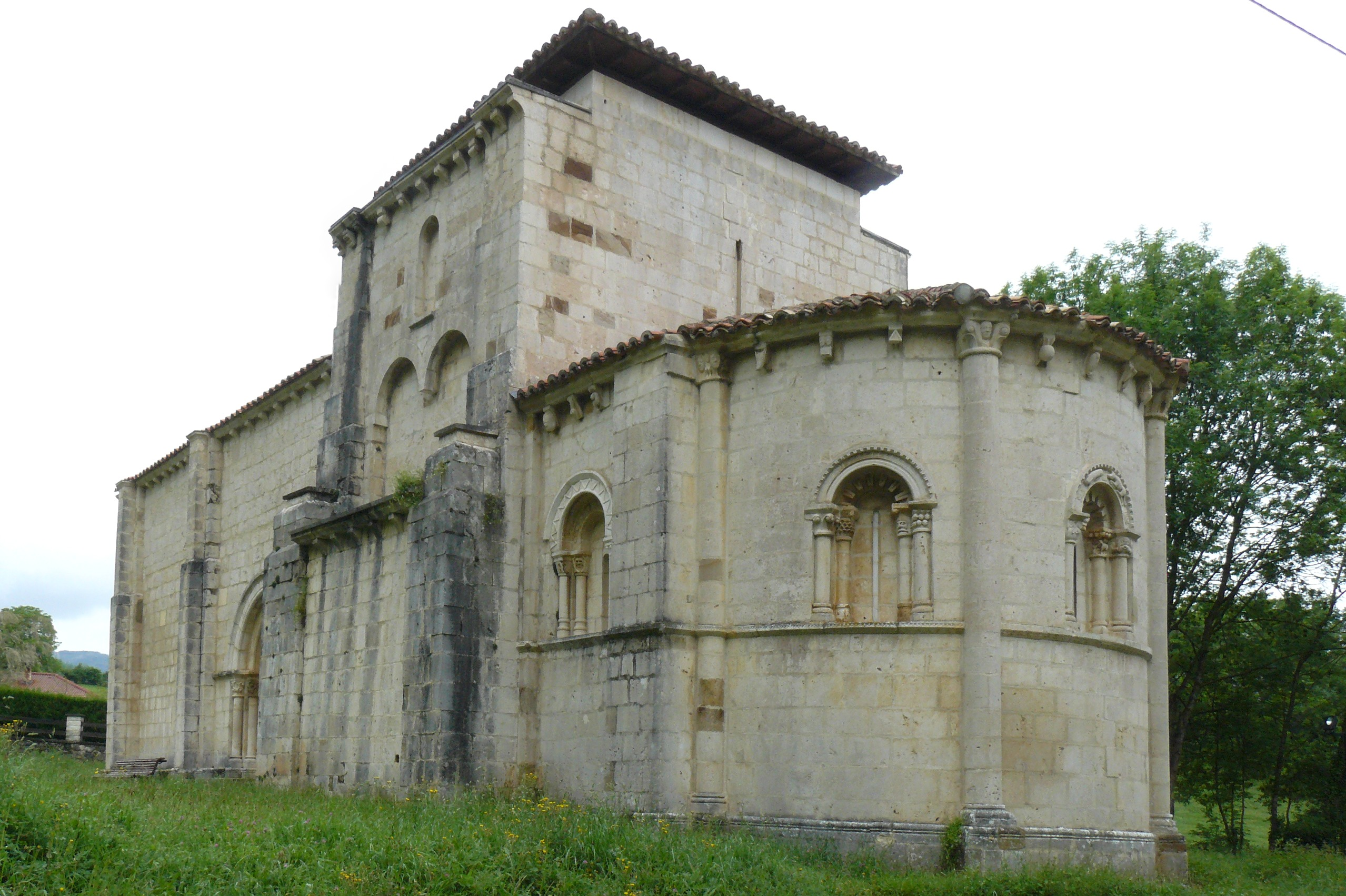
Iglesia románica de Santa María, en Siones.

Iglesia de Santa María, de estilo románico que data del siglo XII; casona junto a la iglesia y el caserón de las antiguas escuelas.

" ... No lejos, hacia la montaña rocosa en cuya base serpentea el Ferrocarril de La Robla, está la iglesia de Santa María de Siones (s. s. XII-XII), integrada en el patronato de los García Salazar, la bronca estirpe del autor de las Bienandanzas e Fortunas . Siones guarda en su interior unas notables peculiaridades: la doble arquería del ábside y sendos edículos saturados de adornos; Santa Juliana batiendo al diablo,  mientras éste se agarra desesperado a su falda; bajo la atónita mirada de un borriquillo, Cristo silencia con severidad al demonio tentador. El atractivo exterior se aumenta con la precisión de los arcos de medio punto y la labra de los canes... "

En 1901, Lucas Aguirre, a través de su Fundación, impulso la creación de la segunda Escuela Aguirre. De corte decimonónico, estuvo en funcionamiento como escuela hasta 1969.